# Annexion de la rive gauche de l'Amour

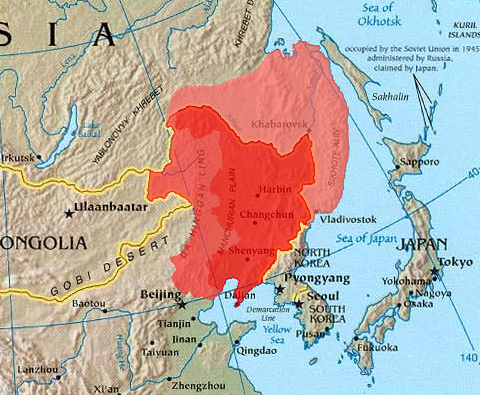
La Mandchourie chinoise en rouge foncé, et la partie annexée par la Russie en 1858-1860 en rouge clair.

L'annexion de la rive gauche de l'Amour est l'annexion de la Mandchourie-Extérieure, faisant autrefois partie de l'Empire de Chine et correspondant actuellement à l'angle sud-est de la Sibérie, par l'Empire russe en 1858-1860, à la suite d'une série de traités inégaux (traité d'Aigun en 1858 et traité de Pékin en 1860) imposés à la dynastie Qing. Les deux zones concernées sont le Priamourié entre le fleuve Amour et les monts Stanovoï au nord et le Primorié qui descend la côte de l'embouchure de l'Amour jusqu'à la frontière coréenne, y compris l'île de Sakhaline. Le territoire de la Mandchourie-Extérieure était autrefois sous l'administration de la Chine de la dynastie Qing. 
Dans la géographie actuelle de la Russie, Priamurye (« les terres de l'Amour ») correspond à peu près à l'oblast de l'Amour et à la moitié sud du kraï de Khabarovsk, tandis que Primorye (« les terres des Maritimes ») correspond au kraï de Primorié, et, éventuellement, certaines sections du kraï de Khabarovsk frontalières de celui de Primorié. 

## Contexte

L'Empire Qing vers 1820.

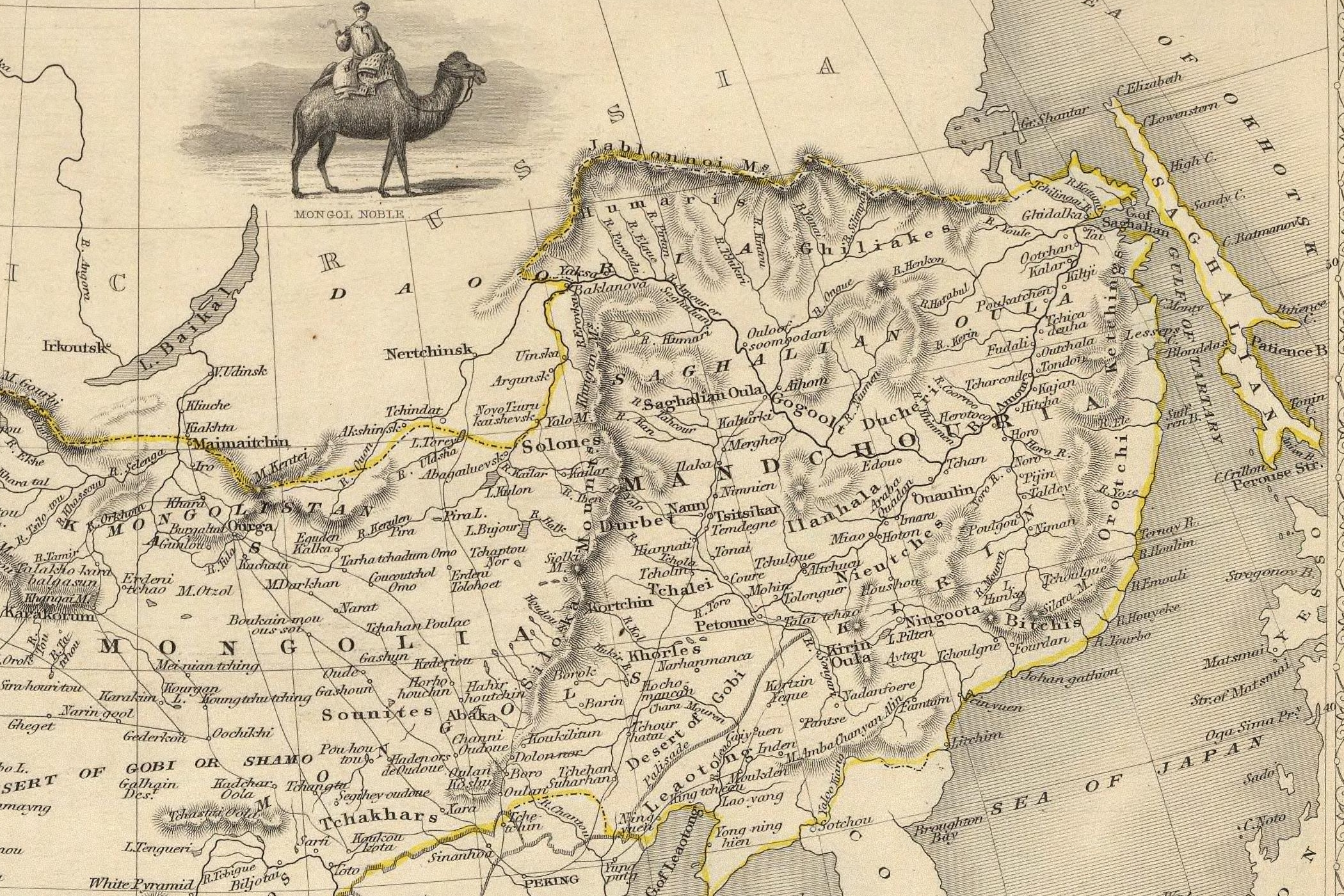
Carte britannique de 1851 montrant la frontière russo-chinoise avant l'annexion.

Sur le plan hydrologique, la chaîne des monts Stanovoï sépare les rivières qui coulent vers le nord pour finir par se jeter dans l'océan Arctique, de celles qui coulent vers le sud pour finir par se jeter dans le fleuve Amour. Écologiquement, la région est la bordure sud-est de la forêt boréale sibérienne, avec quelques zones aptes à être mises en culture situées le long de l'Amour moyen. Socialement et politiquement, à partir d'environ 600 apr. J.-C., cette zone est la frange nord du monde sino-coréen-mandchou. En 1643, des aventuriers/colons russes traversent les Stanovoïs, mais en 1689, ils sont repoussés par les Mandchous. En 1689, le traité de Nertchinsk fixe la frontière entre les deux empires aux monts Stanovoï et aux rives de la rivière Argoun. Après ce traité, la situation reste stable jusqu'aux années 1840.
Pendant ce temps, à la suite des voyages du capitaine James Cook, un nombre important de navires britanniques, français et américains commencent à sillonner le Pacifique ; suivis de près par des Russes comme Grigori Chelikhov et Nikolaï Rezanov, dont l'objectif principal est les nouvelles colonies russes en Alaska. Cela soulève le problème de la défense navale de la côte est de la Sibérie et la possibilité d'utiliser le fleuve Amour comme voie d'approvisionnement vers le Pacifique.

## Muravyov et le traité d'Aigun (1858)
En 1845, Alexander von Middendorf entra dans le pays de l'Amour et rédige un rapport. En 1847, Aleksandr Gavrilov atteint l'embouchure de l'Amour, mais n'arrive pas à trouver une voie d’accès en eau profonde. En 1848, Gennadi Nevelskoy est envoyé explorer la côte du Pacifique a bord du «Baïkal». En 1849, il remonte une partie de l'Amour, puis navigue vers le sud à travers le détroit de Tatarie, prouvant ainsi que Sakhaline est bien une île. Ce dernier point est classifié « secret militaire. »  
En 1850, il fonde Nikolaïevsk-sur-l'Amour, une ville située sur ce qui est alors supposé être un territoire chinois. Charles Robert de Nesselrode, le ministre des Affaires étrangères, tente de contourner ce problème, mais Nicolas Ier déclare : « Là où le drapeau Russe a été levé une fois, il ne doit pas être abaissé ». Au cours des trois années suivantes, Nevelskoy établit d'autres forts sur des territoires chinois situés autour de l'embouchure de l'Amour. En 1847, Nikolaï Mouraviov est nommé gouverneur général de la Sibérie orientale. Avant de partir pour Irkoutsk, il organise la création d'un « comité de l'Amour » pour coordonner les travaux dans la région. En 1849, il fait un voyage par voie terrestre à Okhotsk puis à Petropavlovsk-Kamchatsky. Un des résultats de ce voyage est le transfert du principal centre naval d'Okhotsk à Petropavlovsk. Pour se doter d'une force militaire, il crée les Cosaques de Transbaïkalie, en armant 20 000 serfs travaillant dans les mines. En mai-juin 1854, a la tête d'une troupe de 1 000 hommes, il descend l'Amour jusqu'à Nikolaïevsk. Le gouverneur mandchou d'Aigun n'a alors pas d'autre choix que de les laisser passer. 
La nouvelle du déclenchement de la guerre de Crimée arrive en extrême-Orient en juillet de la même année. En septembre, une force navale anglo-française est vaincue lors du siège de Petropavlovsk. En avril 1855, Mouraviov, conscient des faiblesses et insuffisances des défenses de la ville, ordonne au contre-amiral Vassili Zavoïko de déplacer ses troupes dans la région de l'Amour. En mai 1855, les forces de Charles Elliot trouvent Zavoïko et ses hommes dans la baie de Kastri, qui se situe au sud du cap Nevelskoy, dans le détroit de Tartarie. Profitant du brouillard, Zavoïko se retire vers le nord jusqu'à l'embouchure de l'Amour, ce qui déroute les Britanniques, persuadés que Sakhaline était une péninsule reliée au continent. En 1855, Mouraviov envoie 3 000 hommes dans la région de l'Amour, y compris des colons. Les Chinois déclarent que cette installation est illégale mais ne font rien. De plus, en 1855, la Russie et le Japon signent le traité de Shimoda, qui résout temporairement leur conflit concernant Sakhaline et les îles Kouriles. Lors des négociations avec le Japon, la Russie est représentée par l'amiral Ievfimy Poutiatine. La deuxième guerre de l'opium éclate en 1856, et les Britanniques et les Français s'emparent de Canton en 1858. Lorsque la nouvelle parvient à Saint-Pétersbourg, le ministre des Affaires étrangères, Alexander Gortchakov, qui a remplacé Nesselrode, décide qu'il est temps  « "d'activer la politique extrême-orientale russe ». 
Mouraviov reçoit des pouvoirs de plénipotentiaire et l'amiral Ievfimy Poutiatine est envoyé à Pékin pour négocier une nouvelle base aux relations sino-russes plus favorable à la Russie. En 1856 et 1857, Mouraviov envoie de nouveaux colons dans la région de l'Amour, avant de se rendre personnellement sur place en 1858. Ses instructions sont de ne recourir à la force que pour secourir des captifs. En arrivant à Aigun, il présente au gouverneur local un traité, qui est immédiatement signé. Pour l'essentiel, ce « traité d'Aigun ».cède toutes les terres situées au nord de l'Amour à la Russie et déclare que la zone située à l'est de l'Oussuri et au sud de l'Amour (soit le nord du Primorye) sont une copropriété russo-chinoise, en attendant de nouvelles négociations. 
Ceci fait, Mouraviov continue de descendre l'Amour et fonde Khabarovsk à l'embouchure de l'Oussuri. En septembre de la même année, Alexandre II le promeut au grade de général et lui accorde le titre de comte Amourski, c'est-à-dire « du fleuve Amour ». En 1859, il envoie une expédition qui explore la côte jusqu'à Vladivostok.

## Poutiatine, Ignatiev et la Convention de Pékin (1860)

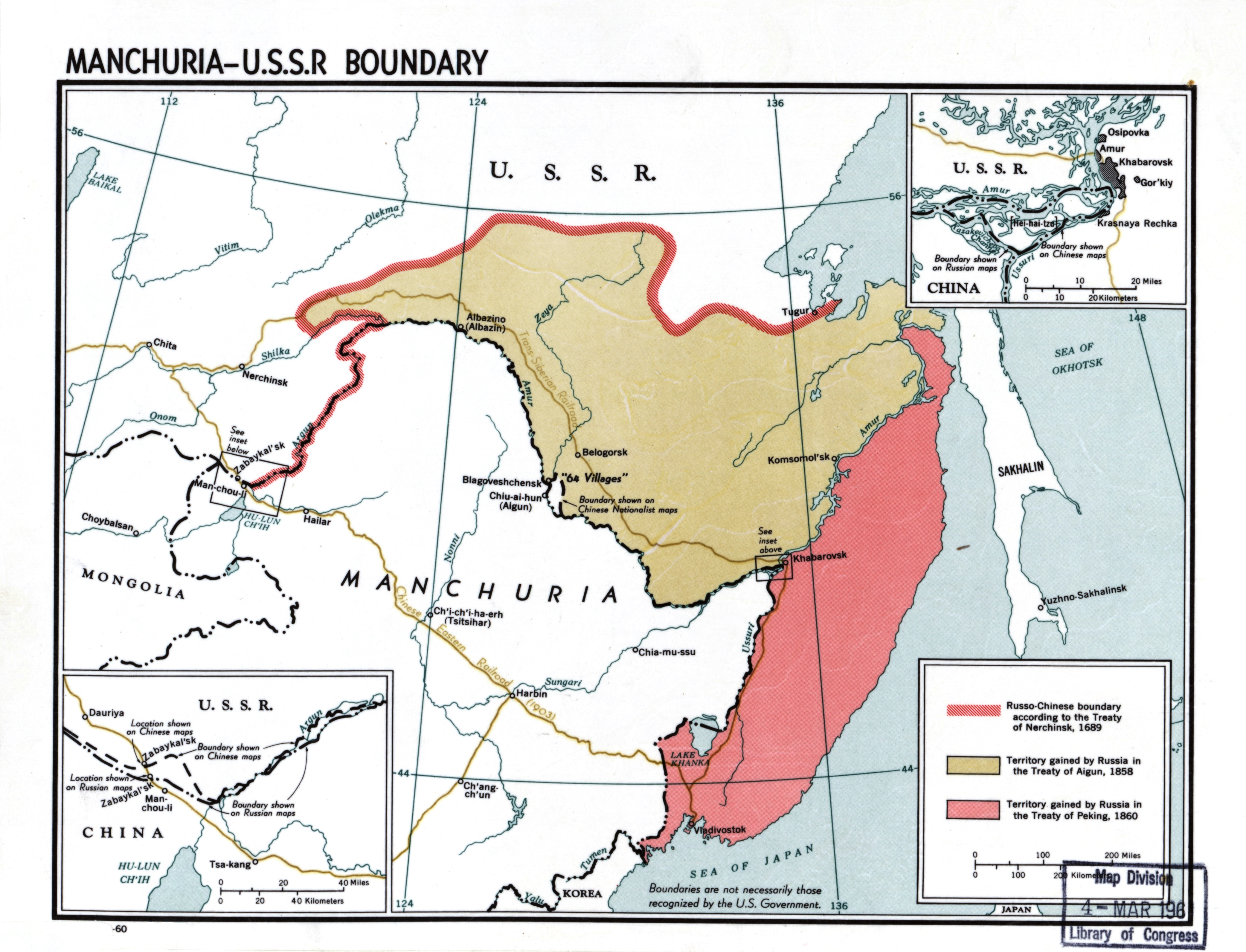
Changements à la frontière russo-chinoise aux.

Pendant ce temps, l'amiral Ievfimy Poutiatine voyage par voie terrestre en Chine. Au printemps 1857, il atteint Kiakhta, dont on lui refuse l'entrée. Il descend alors l'Amour et prend le bateau pour Tianjin. Comme on lui refuse de nouveau le droit d'entrer dans la ville (et par extension, en Chine), il rejoint les Britanniques et les Français à Shanghai. Lorsque les alliés prennent les forts de Taku, Poutiatine offre ses services comme médiateur. Le résultat de ces négociations est le traité de Tien-Tsin, qui accorde aux alliés la plupart de leurs demandes. 
Toutefois, sans en informer totalement les alliés, Poutiatine conclut un accord séparé avec les Chinois le 13 juin 1858ː en échange de canons, de 20 000 fusils et d'instructeurs militaires, la frontière sino-russe sera ajustée d'une manière non spécifiée. Il faut noter qu'à cette date, l'amiral n'est pas au courant de l'existence du traité d'Aigun, qui a été signé 16 jours plus tôt. Après le retrait des alliés, les Chinois n'appliquent pas les traités qu'ils ont signés, ce qui provoque le retour des alliés  en juin 1859. Ils tentent de reprendre les forts de Taku et échouent, ce qui amène les Chinois à refuser de ratifier le traité de Tien-Tsin. 
C'est là qu'intervient un général de division de 27 ans nommé Nikolaï Pavlovitch Ignatiev. En mars 1859, il est chargé d'escorter les armes et instructeurs russes promis par Poutiatine. Arrivé à la frontière, il constate que les Chinois ont rejeté les traités et n'acceptent pas les armes. Il continue jusqu'à Pékin, où il reste à la mission ecclésiastique russe et tente de négocier avec les autorités mandchoues. Lorsqu'il est mis au courant des préparatifs alliés, il rejoint les Britanniques et les Français à Shanghai. Il a alors en sa possession une carte de Pékin et est accompagné de bons interprètes, ce qui lui permet d’être très utile aux alliés. En octobre 1860, les Britanniques et les Français reprennent les forts de Taku et entrent dans Pékin, et l'empereur s'enfuit vers Jehol. Ignatiev joue alors l'intermédiaire entre les Européens et les Chinois.  
Lors de la signature des deux premiers traités de Pékin, les 24 et 25 octobre 1860, presque toutes les demandes alliées sont satisfaites, ce qui n’empêche pas Ignatiev de poursuivre les négociations pour conclure un traité russo-chinois. Il réussit à convaincre les Chinois qu'il est le seul à pouvoir convaincre les alliés de quitter la capitale. Le résultat de ces tractations est la convention russo-chinoise de Pékin du 14 novembre 1860. Cette convention entraine la ratification du traité de Tien-Tsin et le transfert à l'Empire Russe de toutes les terres situées au nord de l'Amour et à l'est de l'Oussouri.  
C'est ainsi que, par pure diplomatie et avec seulement quelques milliers de soldats, les Russes ont profité de la faiblesse chinoise et de la force des autres puissances européennes pour annexer 910 000 km2 aux dépens de la Chine des Qing. À l'exception de la canonnade plutôt cérémonielle de Mouraviov à Aigun, les Russes n'ont apparemment pas tiré un seul coup de feu durant toute l'opération.

## Voir également
- Relations entre la Chine et la Russie
- Frontière entre la Chine et la Russie
- Traités inégaux
- Soixante-quatre villages à l'est du fleuve